# 平民會議
平民會議（拉丁語：Concilium Plebis）是古代罗马共和国的主要大会和立法机构，平民可以通过该机构通过法律，选举地方行政官，审理司法案件。唯有平民保民官有权召开大会。会议可选举平民护民官与平民市政官，只有平民具有投票权。
1. ↑  . 元照英美法詞典.